# Бекард сірий
Бекард сірий (Pachyramphus rufus) — вид горобцеподібних птахів родини бекардових (Tityridae).

## Поширення
Вид поширений в Південній Америці від сходу Панами до Амазонської низовини. Його природні місця проживання — субтропічні або тропічні вологі низинні ліси, субтропічні або тропічні сухі чагарники та сильно деградований колишній ліс.

## Опис
Дрібний птах, завдовжки до 14 см, вагою 18 г. Самець зверху сірий, з чорною короною та білим чолом. Пір'я крил чорне, тонко облямоване білим. Оперення нижньої частини тіла попелясто-біле. Самиця зверху яскраво-коричнева, руда з білою ділянкою навколо дзьоба. Великі первинні криючі крил чорні. Груди руді, живіт білий.

## Підвиди
Таксон містить 2 підвиди:
- Pachyramphus rufus rufus (Boddaert, 1783)
- Pachyramphus rufus juruanus Gyldenstolpe, 1951 — східне Перу та західна Бразильська Амазонія.